# KV27
KV27, acrònim de l'anglès King's Valley, és una tomba egípcia de l'anomenada Vall dels Reis, situada a la riba oest del riu Nil, a l'altura de la moderna ciutat de Luxor. És un dels sepulcres que coneguts i més imprecisament datats de tota la necròpolis tebana. La manca de decoració i de proves documentals necessàries fan impossible determinar qui o qui van ser els propietaris originals de la tomba, encara que semblen estar datats a mitjan dinastia XVIII.

## Situació
KV27 es troba allunyada, en la part oriental de la Vall, i no molt a prop de cap tomba reial més propera, KV20 es troba a uns cent metres. És la veïna immediata de KV28, situades ambdues entre KV21 i les dues tombe KV44 i KV45.
El seu disseny tan particular, només compartit per KV30, té un pou d'entrada i una única sala, i les tombes de diverses sales que s'obren al llarg d'un sol corredor. El sepulcre està completament excavat, ben polit i d'estructura ferma, amb absència de columnes, escales o un altre element arquitectònic digne d'importància. D'estructura simple i ben acabada, el lloc podria permetre un enterrament múltiple, donats les mides tan similars que guarden entre si les diferents habitacions. El conjunt de KV27 es divideix en diverses estances: una petita càmera d'entrada, una sala principal que compta amb dues habitacions annexes en l'eix principal i una altra més, perpendicular a l'anterior. Totes les sales estan separades de la resta per una petita porta bé assenyalada per llindes. A més, en l'última cambra esmentada es pot veure el començament de la construcció d'un nínxol, o potser d'una altra habitació, que va quedar interrompuda.
Pel que sembla el sepulcre ha patit almenys sis inundacions de gran violència, que van omplir diverses zones de runa i van danyar alguna cosa la ferma estructura. Per protegir la tomba de situacions així ja s'han pres mesures, i a l'entrada s'han construït barreres que impedeixen el pas de grans quantitats d'aigua.

## Excavació
Es desconeix la data del descobriment de KV27, encara que és probable que ja fos coneguda per Belzoni, Wilkinson, i fins i tot Pococke, al segle xviii. No obstant això, la seva existència mai va cridar l'atenció de grans expedicions fins molt més tard, el 1990, quan va ser excavada i parcialment desenrunada per Donald P. Ryan per a la Pacific Lutheran University.
Les seves investigacions van arribar a la conclusió que KV27 va haver de ser la tomba d'un o més membres de la família reial durant la dinastia XVIII, ja que el disseny del lloc semblava una miniatura de tombes amb el mateix propòsit com KV12 o KV5. Aquesta teoria es va basar, a part de en el disseny arquitectònic, en la troballa de ceràmica que sembla apuntar als regnats de Tuthmosis IV o bé d'Amenhotep III. No obstant això, la completa manca de decoració o de dipòsits de fundació que delatin a algun dels seus possibles propietaris deixa obertes moltes possibilitats.